# Santi Prego
Santiago Prego Cabeza, conegut com a Santi Prego (Vigo, 15 de gener de 1962) és un actor espanyol. Va encarnar la figura del general Franco en la pel·lícula Mientras dure la guerra, d'Alejandro Amenábar.

## Trajectòria
Prego va treballar en el Centre Dramàtic Galego i va ser fundador de la companyia gallega Ollomoltranvía l'any 1989. Després de la dissolució d'aquesta companyia l'any 2000, comença a treballar en el sector audiovisual, rebent l'any 2001 el Premi al Millor Actor en la categoria de cinema en els festivals d'Alcalá de Henares i de Saragossa. És un rostre conegut per al públic gallec per les seves contínues aparicions en la pantalla petita en sèries com a Mareas vivas, Pratos combinados o Rias Baixas. A nivell nacional ha realitzat col·laboracions en sèries com a Hospital Central, Cuéntame, El Incidente o Fariña. Els seus últims treballs en televisió han estat en sèries com Luci, per la TVG, Néboa, per TVE i O sabor das margaridas per TVG- Netflix. En cinema, el 2019 va estrenar La felicidad de los perros de David Hernández i Mientras dure la guerra, d'Alejandro Amenábar.
La seva curiositat cap a tots els àmbits de l'espectacle li ha conduït a realitzar incursions en el teatre d'objectes i en la narració oral, així com cap a la docència i la recerca. És llicenciat en Filosofia, doctor en Arts Escèniques per la Universidade de Vigo, i professor de l'Escola Superior d'Art Dramàtic de Galícia.

## Teatre
- Mozart e Salieri (1987)
- Nosferatu (1987)
- Otro Mundo (1998)
- Nun país tan lonxano (1998)
- Espectros (1998)
- Moleques (1989)
- Rei Lear (1990)
- Fas e Nefas (1991)
- Un soño de verán (1992)
- Don Hamlet (1992)
- Commedia (1993)
- Raíñas de Pedra (1994)
- O rei nu (1995), de Cándido Pazó i Quico Cadaval, amb Ollomoltranvía.
- Escola de Bufóns (1997)
- Qui Pro Quo (1998)
- Mahagonny (1998)
- Ñiki-Ñaque (2000)
- Policía (2001)
- Tres Notas (2002)
- Monólogo do imbécil (2002)
- Pervertimento (2002)
- A Comedia do Gurgullo (2003)

## Cinema
- Martes de Carnaval (1990)
- Baile de Animas (1994)
- A metade da vida (1994)
- Sei quen es (2000)
- Lena (2000)
- El alquimista impaciente (2001)
- Entre bateas (2002)
- El lápiz del carpintero (2002)
- Ilegal (2002)
- Ojos que no ven (2003)
- La vida que te espera (2004)
- Para que no me olvides (2004)
- De bares (2006)
- Os mortos van á présa (2008)
- Los girasoles ciegos (2008)
- La herencia Valdemar (2008)
- O club da calceta (2009)
- A esmorga (2014)
- L'ombra de la llei (2018)
- Mientras dure la guerra (2019)

## Televisió
- Pratos Combinados (1995)
- A familia Pita (1997)
- Mareas vivas (1998)
- Apaga a luz (1999)
- Galicia Exprés (2000)
- Terras de Miranda (2001)
- Rías Baixas (2002-2004)
- Compañeros (2002)
- Hospital Central (2002)
- La sopa boba (2004)
- El comisario (2005)
- Libro de familia (2007)
- Los hombres de Paco (2008)
- Luci (2014)
- Néboa  (2020)

## Premis
- Millor actor en el festival de curtmetratges d'Alcalá de Henares (2001).
- Millor actor en el festival de curtmetratges de Saragossa (2001).

Premis Goya
| Any  | Categoria              | Pel·lícula              | Resultat |
| ---- | ---------------------- | ----------------------- | -------- |
| 2019 | Millor actor revelació | Mientras dure la guerra | Nominat  |